# Juan Guillermo Ripperdá
Johan Willem Ripperdá (Oldehove, 1680-Tetuan, 1737), més conegut com a Juan Guillermo Ripperdá, baró i després duc de Ripperdá, va ser un aventurer d'origen holandès al servei de la corona espanyola. Va arribar a Madrid com a ambaixador de les Províncies Unides l'any 1715 i va passar a servir el rei Felip V, el 1718. Mort de Lluís I de forma prematura, va servir secretament com a ambaixador davant del Sacre Imperi Romanogermànic durant les negociacions dels tractats de Viena el 1724, perquè les relacions diplomàtiques encara no s'havien restablert.
L'any següent, durant un curt període va reunir totes les secretaries del govern en la seva persona, les seves actuacions, però, van fer que el 1726 fos totalment destituït i després empresonat a Segòvia, però va escapar el 1728 amb l'ajuda d'una criada del carceller, que s'havia enamorat d'ell, i va fugir a Portugal, després a Anglaterra i, finalment, als Països Baixos, el 1730. L'any següent es fa present al Marroc, on la seva història es confon amb la llegenda.